# Médiathèque départementale du Rhône
La Médiathèque départementale du Rhône, anciennement appelée bibliothèque centrale de prêt, est une bibliothèque départementale de prêt (BDP), service du conseil départemental du Rhône.  Ce service  permet d'assurer la politique de lecture publique, compétence obligatoire du département français du Rhône et a pour mission d’accompagner le développement des bibliothèques et de la lecture publique des communes du Rhône. Le site Sud se situe dans la commune de Chaponost et le site Nord se trouve à Limas.

## Histoire
En 1945 furent créés huit Bibliothèques Centrales de Prêt et neuf Centres Régionaux des Bibliothèques dont un à Lyon. Ces neuf centres furent transformés en Bibliothèques Centrales de Prêt par décret du 30 avril 1946, et la bibliothèque centrale du Rhône fut ainsi créée par arrêté du 5 juin 1946. 
D'abord logée dans une aile du bâtiment de la Bibliothèque municipale de Lyon, M. Henry Joly assurant la direction des deux établissements, la Bibliothèque centrale de prêt devient indépendante en 1963. 
En 1967 le bâtiment central situé à Bron est construit. Jusqu'en 1969, il dessert le tiers du département de l'Ain. 
Depuis 1986 la médiathèque départementale du Rhône est un service du conseil départemental du Rhône. En 2016, 195 établissements de lecture (bibliothèques, médiathèques) sont affiliés et desservis par les services de la médiathèque départementale dans le département du Rhône.
En 2016, l'annexe de Thizy (Rhône) ferme.
En 2019, le site Sud se déplace de Bron à Chaponost.

## Services
La médiathèque départementale du Rhône propose différents services aux bibliothèques de son réseau :
- prêt et circulation de documents : livres, CD, DVD
- mise à disposition de ressources numériques
- soutien aux actions culturelles : 150 supports d'animation et d'exposition et sélection de spectacles vivants
- formation pour les salariés et les bénévoles
- expertise, conseil et assistance